# Philco (equip ciclista)
L'equip Philco va ser un equip ciclista italià, de ciclisme en ruta que va competir entre 1960 i 1962. Estava dirigit per l'exciclista Fiorenzo Magni.

## Principals resultats
- Volta a Llombardia: Emile Daems (1960)
- Giro dels Apenins: Emile Daems (1960)
- Giro de la Província de Reggio de Calàbria: Guido Carlesi (1960)
- Premi Nacional de Clausura: Emile Daems (1960)
- Giro del Piemont: Alfredo Sabbadin (1960)
- Gran Premi de la Indústria i el Comerç de Prato: Alfredo Sabbadin (1960)
- Giro de Sardenya: Emile Daems (1961)
- Coppa Bernocchi: Arturo Sabbadin (1961)
- Giro del Ticino: Emile Daems (1961, 1962)
- Giro de Toscana: Guido Carlesi (1962)
- Milà-Sanremo: Emile Daems (1962)
- Giro de la Campània: Silvano Ciampi (1962)

### A les grans voltes
- Giro d'Itàlia
  - 3 participacions (1960, 1961, 1962)
  - 7 victòries d'etapa:
    - 2 el 1960: Emile Daems (2)
    - 2 el 1961: Silvano Ciampi
    - 3 el 1962: Guido Carlesi (2), Vittorio Adorni

  - 0 classificació finals:
  - 0 classificació secundària:

- Tour de França
  - 1 participació (1962)
  - 3 victòries d'etapa:
    - 3 el 1962: Emile Daems (3)

- Volta a Espanya
  - 0 participacions